# Pharoline
Pharoline ist der Handelsname eines im Jahre 1909 in den Niederlanden erfundenen Brennstoffes, dessen hohe Verbrennungstemperatur zu einer deutlich reduzierten Menge an Verbrennungsrückständen führt.

## Geschichtlicher Hintergrund
Im ausgehenden 19. Jahrhundert wurden nahezu alle Leuchttürme an der niederländischen Küste mit Petroleumbrennern betrieben. Diese hatten eine hohe Lichtintensität, aber auch den Nachteil, große Mengen an Verbrennungsrückständen zu erzeugen. Dies führte dazu, dass die oberen Auslassöffnungen der Brenner stark verschmutzten und die Öffnung sich durch Ablagerungen immer stärker verkleinerte. Dies wiederum hatte den Effekt, dass die Verbrennung des Petroleums schlechter wurde und sich die Lichtausbeute um bis zu 30 Prozent verringerte. Um das Problem zu lösen, forschten Loo Sluytermann und ein wissenschaftliches Institut für Küstensicherung in Scheveningen nach alternativen Brennstoffen und erfanden dabei das Pharoline.

## Eigenschaften und Herstellung
| Dichte      | zwischen 0,810 kg/l und 0,815 kg/l bei 15 °C |
| Siedebeginn | ca. 135 °C                                   |
| Siedepunkt  | 200 °C                                       |

Das Ausgangsprodukt Erdöl wird in einem Destillationsverfahren in Petrolether, Benzin und Schweröl getrennt. Übrig bleibt eine Substanz mit hohem Flammpunkt. Diese wird durch verschiedene Verfahren konzentriert und gereinigt, es entsteht Pharoline. Im Jahre 1913 wurde eine Destillationsapparatur entwickelt, die es möglich machte, Pharoline direkt aus Petroleum zu gewinnen.

## Verwendung in Leuchttürmen
Kurz nach der Entdeckung des Pharolines wurden im Jahre 1910 spezielle Pharoline-Brenner, genannt Typ 1910, auf den Markt gebracht. Sie bestanden aus einem Druckkessel zur Lagerung des Pharolines, verschiedenen Pumpen für Brennstoff und Sauerstoff sowie Druckreglern, einem Verdampfer und einem Brenner. Die ersten dieser Pharoline-Glühlampen wurden am 10. Juli 1911 auf dem Noordertoren auf Schiermonnikoog in Betrieb genommen, in den Folgemonaten wurden dann die Leuchttürme von Eierland, Ameland und Vlieland mit der neuen Technik ausgestattet.
Zum Starten der Pharoline-Brenner musste der Brennstoff für etwa 20 Minuten mit einem Spiritusbrenner vorgeheizt werden. Darüber hinaus war eine permanente Überwachung des Drucks notwendig. Zudem musste nach jedem Brennen der Vergaser demontiert und gründlich gereinigt werden, ein Wechsel der kompletten Lampe erfolgte alle sieben Tage.